# Mercoledì (serie televisiva)
Mercoledì (Wednesday) è una serie televisiva statunitense ideata da Alfred Gough, Miles Millar e Tim Burton, ispirata ai personaggi della famiglia Addams, creata da Charles Addams per le sue vignette sul periodico The New Yorker nel 1939. L'opera viene prodotta in collaborazione con la piattaforma Netflix e la casa di produzione MGM Television. La serie è una commedia horror-fantasy che segue le avventure di Mercoledì Addams (Wednesday Addams), interpretata da Jenna Ortega, alla scuola privata superiore Nevermore Academy, dell'immaginaria cittadina di Jericho.
Tra i produttori esecutivi della serie figurano Tim Burton, Alfred Gough, Miles Millar e Kevin Miserocchi, autore del libro La famiglia Addams. Una storia diabolica (The Addams Family: An Evilution, 2010), nonché già produttore del film in animazione CGI La famiglia Addams del 2019. Burton dirige inoltre i primi quattro episodi della prima stagione, mentre gli altri quattro sono diretti da Gandja Monteiro e James Marshall.
La serie è stata presentata in anteprima il 16 novembre 2022, prima che fosse trasmessa ufficialmente su Netflix il 23 dello stesso mese. La serie ha ottenuto recensioni prevalentemente positive da parte dalla critica. Inoltre, detiene il record del maggior numero di ore viste in una settimana per una serie Netflix in lingua inglese, superando il precedente record detenuto dalla quarta stagione di Stranger Things.

## Trama

### Prima stagione
Mercoledì Addams è una studentessa liceale dal carattere peculiare, che si rivela pericolosa per gli altri studenti della sua scuola superiore, dove, per difendere il fratello Pugsley, adotta soluzioni un po' estreme che determinano la sua espulsione per tentato omicidio ai danni di un nuotatore, a capo della sua squadra, che perseguitava e bullizza Pugsley. I genitori, Morticia e Gomez, decidono così di portare Mercoledì alla Nevermore Academy, una dark academia per "reietti" (individui con poteri sovrannaturali), in cui hanno studiato loro stessi. 
Inizialmente ostile verso l'ambiente e verso la propria compagna di stanza Enid Sinclair, presto Mercoledì si troverà a proprio agio, coltiverà per la prima volta legami di amicizia autentici e imparerà a padroneggiare i suoi poteri psichici, che utilizzerà per fare luce sugli antefatti che hanno colpito la sua famiglia 25 anni prima.
Al contempo Mercoledì, sempre grazie alle sue doti psichiche, indaga su una serie di omicidi che colpiscono la cittadina di Jericho che ospita la scuola, scoprendo al contempo segreti e risvolti inquietanti sulla stessa cittadina e sul suo fondatore, Joseph Crackstone, un fanatico religioso a capo di una setta di pellegrini che, agli inizi del XVII secolo, avevano occupato la cittadina sterminando i precedenti abitanti, accusandoli di stregoneria. Tra di essi vi era anche Goody Addams, una lontana antenata di Mercoledì, riuscita a sfuggire alla carneficina e ad uccidere Joseph Crackstone.

### Seconda stagione
Di ritorno alla Nevermore Academy dopo l'estate passata a dare la caccia a un serial killer, Mercoledì Addams, ora assieme al fratello Pugsley anch'egli entrato a far parte degli studenti della scuola, si trova a dover affrontare la minaccia di un misterioso stalker che cerca di distruggere il suo dattiloscritto. Al contempo si trova davanti a un nuovo mistero, poiché uno stormo di corvi ha assassinato un investigatore privato poco distante dalla scuola.
Nel frattempo Pugsley ridesta uno studente della Nevermore Academy dal cuore meccanico, sepolto sotto l'Alberto del Teschio, rendendolo uno zombie, che divora cervelli e semina il panico nel campeggio della scuola. Questi viene internato nella clinica Willow Hill, dove si trova anche Tyler Galpin e dove verrà trasferita Laurel Gates.

## Episodi
| Stagione         | Episodi | Pubblicazione |
| ---------------- | ------- | ------------- |
| Prima stagione   | 8       | 2022          |
| Seconda stagione | 8       | 2025          |

## Personaggi e interpreti
- Mercoledì Addams (stagioni 1-2), interpretata da Jenna Ortega, doppiata da Chiara Fabiano.[5][6][7]
Una sedicenne che possiede poteri psichici, grazie ai quali è in grado di prevedere eventi negativi prima che essi si verifichino. Viene mandata alla Nevermore Academy per aver causato danni in altre scuole e per aver quasi ucciso un bullo che tormentava suo fratello Pugsley. Il personaggio mantiene anche in questa versione le tipiche caratteristiche "speciali" e inquietanti, come la misantropia, le tendenze omicide e alla tortura, la sociopatia e il fascino per il macabro e la morte.
- Mano (stagioni 1-2), interpretato da Victor Dorobantu.[7]
Una mano senza corpo, pienamente senziente e in grado di comunicare con linguaggio non verbale, che viene inviata dai genitori di Mercoledì a vegliare su di lei alla Nevermore Academy. Lega molto con Enid.
- Enid Sinclair (stagioni 1-2), interpretata da Emma Myers, doppiata da Margherita Rebeggiani.[5][7]
Una giovane licantropa non ancora in grado di trasformarsi completamente. È estroversa, amante dei pettegolezzi e dei colori, quasi sempre allegra ed euforica ma molto emotiva. È l'esatto opposto di Mercoledì, che diventerà la sua compagna di stanza. Con il passare del tempo, dopo qualche incomprensione e battibecco, le due ragazze finiscono per diventare migliori amiche.
- Bianca Barclay (stagioni 1-2), interpretata da Joy Sunday, doppiata da Ludovica Bebi.[5][7]
Una brillante studentessa della Nevermore Academy. È una sirena ed ex ragazza di Xavier: vendicativa e pronta a tutto pur di vincere, fin dall'inizio della serie intreccia una certa rivalità con Mercoledì, unica studentessa a saperle tener testa e a non aver paura di sfidarla.
- Tyler Galpin / Hyde (stagioni 1-2), interpretato da Hunter Doohan, doppiato da Andrea Di Maggio.[5][7]
Figlio dello sceriffo Galpin, lavora come barista part-time nella caffetteria di Jericho; sembra provare dei sentimenti per Mercoledì, che verranno ricambiati. Ha ereditato dalla madre, ex studentessa della Nevermore e morta anni prima, l'abilità di trasformarsi in un mostro chiamato Hyde, ma ne è sempre stato all'oscuro. Adescato dalla Thornhill poco prima degli eventi della serie, è soggiogato al suo volere e inizia a trasformarsi e a compiere omicidi per ordine della donna.
- Larissa Weems (stagione 1), interpretata da Gwendoline Christie, doppiata da Sabrina Duranti.[5]
La direttrice della Nevermore Academy, nonché ex studentessa della scuola e compagna di stanza di Morticia. Si rivelerà essere una mutaforma, in grado di assumere le fattezze di altre persone.
- Barry Dort (stagione 2), interpretato da Steve Buscemi e doppiato da Luca Dal Fabbro.[7]
È l'ambizioso direttore della Nevermore Academy venuto a sostituire Larissa Weems.[7]
- Marilyn Thornhill / Laurel Gates (stagioni 1-2), interpretata da Christina Ricci e doppiata da Valentina Mari.[5][8]
Prima e unica insegnante della Nevermore Academy ad appartenere alla gente "normale", insegna botanica ed è la responsabile di Ophelia Hall, dormitorio in cui risiedono Mercoledì ed Enid. Si scopre essere una discendente di Joseph Crackstone e l'ultima superstite della famiglia Gates. L'attrice aveva precedentemente interpretato il ruolo di Mercoledì nei film La famiglia Addams e La famiglia Addams 2.
- Isadora Capri (stagione 2), interpretata da Billie Piper e doppiata da Federica De Bortoli.[7]
È la nuova insegnante di musica della Nevermore Academy.[7] È un'ex bambina prodigio che si prende a cuore Mercoledì, curandone il talento musicale, e di Enid Sinclair, di cui diviene la mentore.[7]
- Morticia Addams (stagioni 1-2), interpretata da Catherine Zeta-Jones, doppiata da Francesca Fiorentini.[5][7]
L'austera ed elegante madre di Mercoledì; frequentò la Nevermore Academy da giovane. Possiede poteri psichici come la figlia, ma le sue visioni sono di natura positiva.
- Gomez Addams (stagioni 1-2), interpretato da Luis Guzmán, doppiato da Simone Mori.[5][7]
Il padre di Mercoledì, anch'egli ex allievo della Nevermore Academy; apparentemente condiscendente e un po' svampito, da giovane fu accusato dell'omicidio di un ragazzo di Jericho.
- Pugsley Addams (stagioni 1-2), interpretato da Isaac Ordonez, doppiato da Arturo Sorino.[5][7]
Il fratello minore di Mercoledì, che viene bullizzato a scuola e difeso dalla sorella. Nella seconda stagione Pugsley entra a far parte anch'egli della Nevermore Academy in qualità di studente.[7]

## Produzione

### Sviluppo

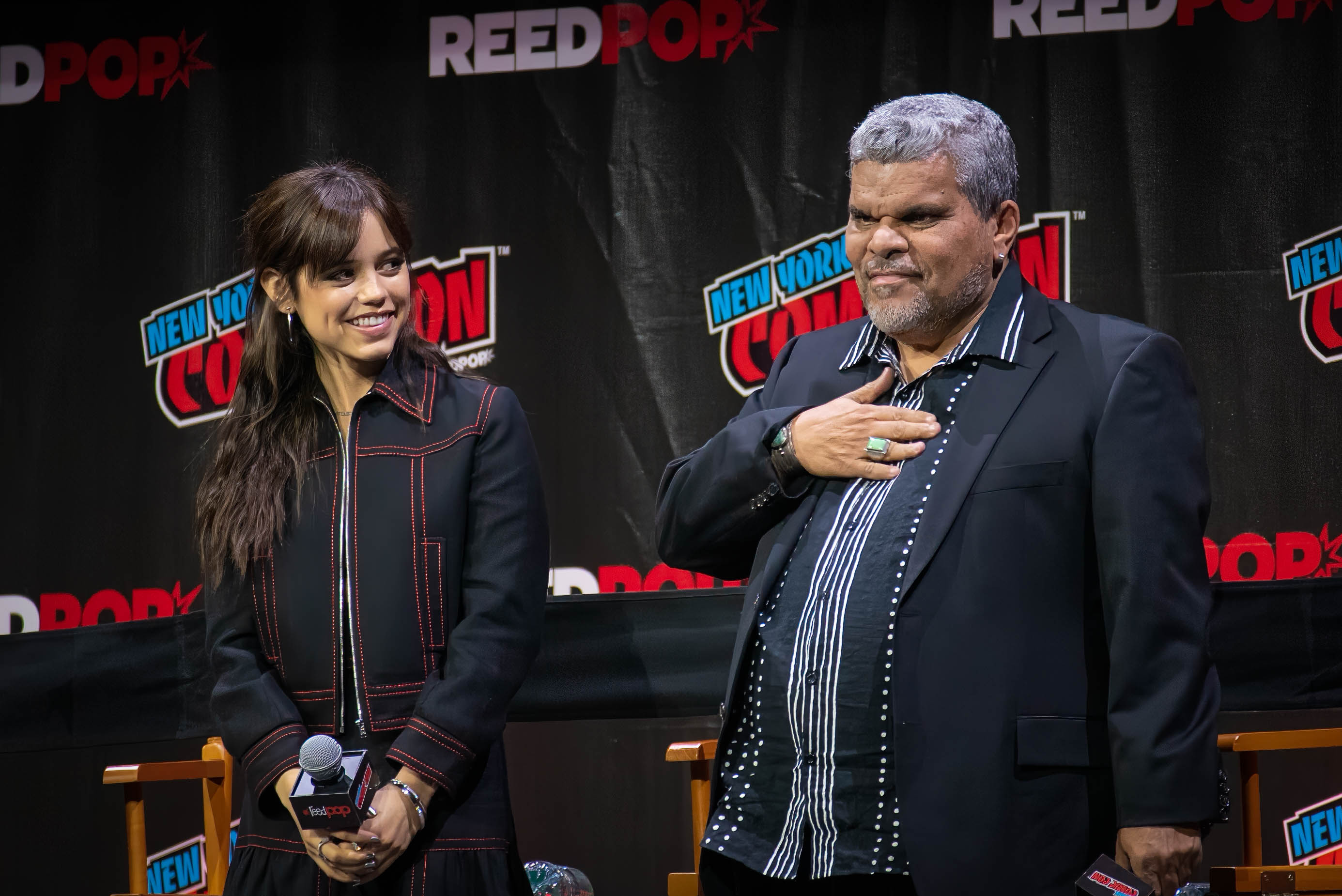
Jenna Ortega e Luis Guzmán al ComicCon di New York nell'ottobre del 2022

Nell'ottobre 2020 è stato annunciato un progetto sulla famiglia Addams, prodotto dalla MGM Television, con Tim Burton come regista e Alfred Gough e Miles Millar come showrunner. Nel febbraio 2021 Netflix ha ordinato la produzione di otto episodi. La serie è incentrata sulla giovane Mercoledì Addams, gli altri membri della famiglia fanno dei cameo e sembrano apparire casualmente nella storia. Questa è una scelta voluta dalla produzione che vuole realizzare, non un sequel, ma uno spin-off che si inserisca nel genere teen drama con Mercoledì che diviene una sorta di detective di fenomeni paranormali Questo tipo di scelta pare sia dovuta ad un algoritmo di Netflix che aiuta gli sceneggiatori a sviluppare nuovi prodotti vincenti sul competitivo mercato delle piattaforme a pagamento.
Il regista Tim Burton era già stato coinvolto nel 2010 per la produzione di un lungometraggio animato, realizzato in 3D attraverso la tecnica dello stop-motion, avente per tema la famiglia Addams, che doveva essere prodotto dalla Illumination Entertainment in collaborazione con la Universal e la cui produzione venne data per certa dalla stampa specialistica. La notizia venne dapprima confutata dallo stesso Burton e in seguito confermata da Christopher Meledandri, produttore di Cattivissimo me (Despicable Me, 2010), che annunciò che il progetto fosse in fase di realizzazione e che Burton ne era coinvolto.
Nel luglio del 2013 il progetto fu ufficialmente annullato e al suo posto, nell'ottobre 2013, venne avviata la produzione del film di animazione in CGI, distribuito nel 2019, La famiglia Addams.
Il 6 gennaio 2023 Netflix ha confermato il rinnovo della serie per una seconda stagione, le cui riprese inizieranno nel settembre 2023 per finire nel settembre 2024, prevista in due parti, rilasciate rispettivamente il 6 agosto e il 3 settembre 2025.
Nel luglio 2025, pochi giorni prima l'uscita della prima parte della seconda stagione, la serie è stata rinnovata per una terza stagione.

### Cast
Il 19 maggio 2021 Jenna Ortega è stata scelta per il ruolo della protagonista. Per prepararsi al suo ruolo, la Ortega ha imparato a suonare il violoncello e ha preso lezioni di canoa, scherma, tiro con l'arco e di tedesco. Ha inoltre volutamente evitato di parlare con Christina Ricci dell'interpretazione del personaggio durante le riprese per ottenere un'interpretazione più personale e originale. L'attrice ha poi personalmente coreografato la sequenza del quarto episodio in cui danza al Rave'N sul brano Goo Goo Muck dei Cramps, ispirandosi a Siouxsie Sioux, Bob Fosse e ai filmati di discoteche gotiche degli anni ottanta.
Il 6 agosto del 2021 Luis Guzmán è stato scelto per interpretare Gomez Addams. Nell'agosto 2021, Catherine Zeta-Jones, Thora Birch, Riki Lindhome, Jamie McShane, Hunter Doohan, Georgie Farmer, Moosa Mostafa, Emma Myers, Naomi J. Ogawa, Joy Sunday, e Percy Hynes White sono entrati a far parte del cast, così come Gwendoline Christie, Isaac Ordonez, George Burcea, Tommie Earl Jenkins, Iman Marson, William Houston, Luyanda Unati Lewis-Nyawo, Oliver Watson, Calum Ross e Johnna Dias Watson nel settembre dello stesso anno.
Il 9 dicembre 2021 Thora Birch ha abbandonato il progetto. Il 21 marzo 2022 è stato reso noto che Christina Ricci, interprete di Mercoledì Addams nei film del 1991 e del 1993 avrebbe fatto parte del cast.

### Riprese

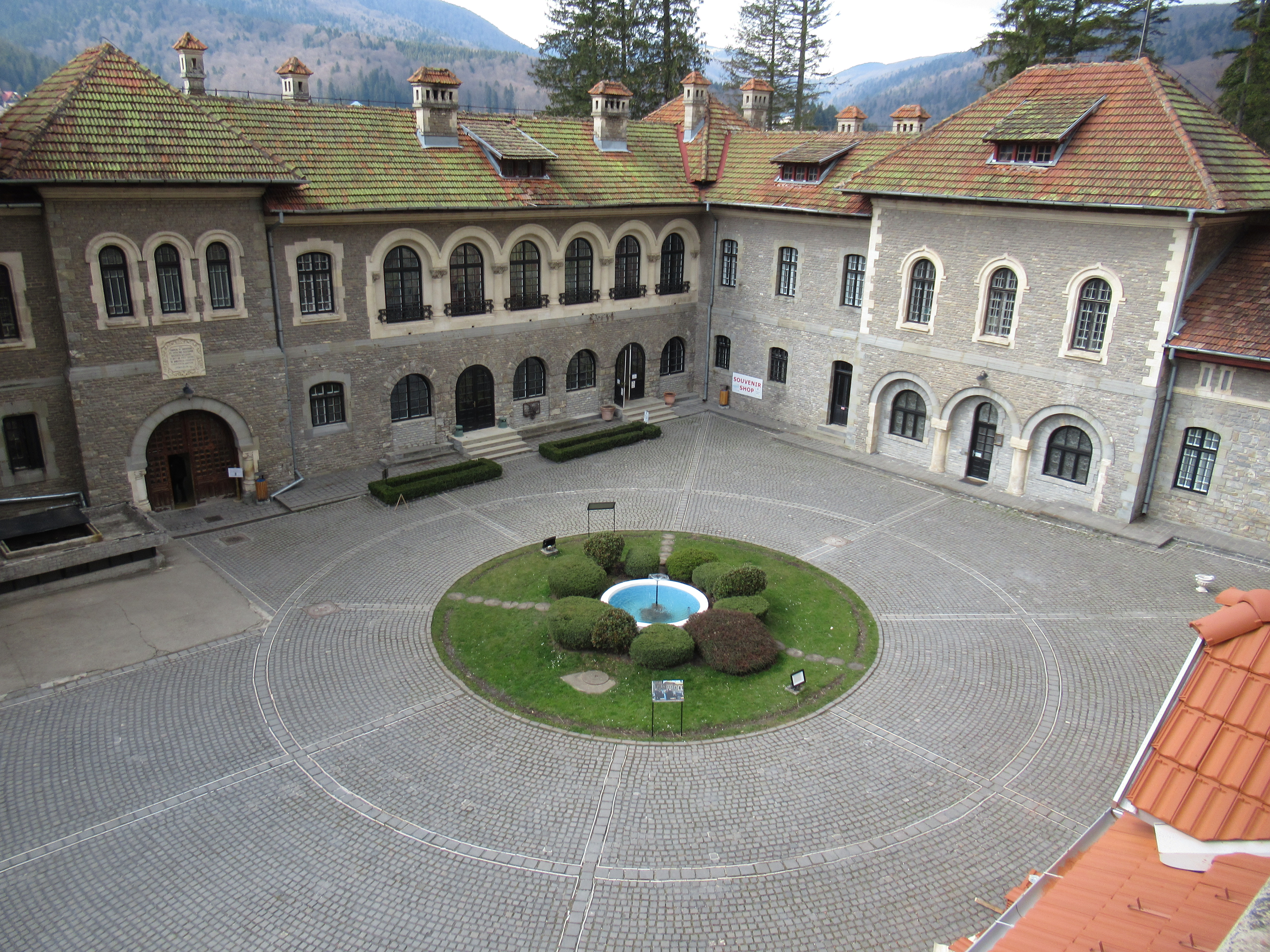
Cortile interno del Castello Cantacuzino, location della Nevermore Academy

Le riprese principali sono iniziate il 13 settembre 2021 a Bucarest, in Romania, e si sono concluse il 30 marzo dell'anno successivo nella città di Bușteni, nei Carpazi meridionali, in Romania. Le location delle riprese includono inoltre il Castello Cantacuzino, che funge da ambientazione per l'immaginaria Nevermore Academy; l'Università Politecnica di Bucarest; la stazione ferroviaria di Sinaia; il Giardino botanico di Bucarest; la Casa Monteoru e la storica villa di Olga Greceanu nella contea di Dâmbovița, che rappresenta la villa di Gates. Altre ambientazioni, inclusa l'intera città immaginaria di Jericho, sono state costruite presso i Buftea Studios.
A causa del ritmo accelerato della produzione, per Jenna Ortega le riprese si sono rivelate estenuanti, anche se ha poi affermato che è stato "il lavoro più gratificante che abbia mai fatto". Secondo l'attrice Joy Sunday, le lezioni di canoa sono state particolarmente faticose, coinvolgendo l'intero cast e una decina di stuntman che hanno gareggiato tra loro per un'ora al giorno, iniziando spesso già alle 5:30 del mattino.
L'inizio delle riprese della seconda stagione era previsto per aprile 2024. Le riprese della seconda stagione sono iniziate invece nel maggio 2024, in Irlanda. L'impeggno di Jenna Ortega nella serie è stato discusso con i registi del franchise di Scream prima dello sciopero SAG-AFTRA del 2023, che ha portato all'abbandono di Jenna Ortega dal film Scream 7, previso per il 2026, a causa del conflitto di programmazione. Nell'aprile 2025 Jenna Ortega ha negato questa motivazione per il suo abbandono del film, affermando invece di aver lasciato la produzione in solidarietà con l'allontanamento di Melissa Barrera, Matt Bettinelli-Olpin e Tyler Gillett dal progetto. Entro agosto 2024, sono stati completati quattro episodi. Le riprese sono terminate all'inizio di dicembre 2024. Secondo Tourism Ireland, alcune delle location utilizzate per girare la seconda stagione comprendono il castello di Charleville, nella contea di Offaly; il cimitero di Dean's Grange, nella contea di Dublino, e gli Ashford Studios, nella contea di Wicklow.
L'inizio delle riprese della terza stagione è previsto per novembre 2025.

## Colonna sonora
Il tema e la colonna sonora originale della serie sono opera di Danny Elfman, già abituale compositore di temi e colonne sonore dei film di Tim Burton, tra le quali quelle di Pee-wee's Big Adventure, Beetlejuice - Spiritello porcello, Batman e Batman - Il ritorno, Mars Attacks!, Planet of the Apes - Il pianeta delle scimmie, Alice in Wonderland, Big Eyes e altre, unitamente a Chris Bacon.
La colonna sonora della prima stagione contiene inoltre molti altri brani musicali, quali: Non, je ne regrette rien di Édith Piaf; In Dreams di Roy Orbison; Can't Stop dei Rhythmking; La Llorona di Chavela Vargas; Paint It Black dei Rolling Stones, in versione strumentale suonata al violoncello da Mercoledì; Don't Worry, Be Happy dei Nevermore, originalmente interpretata da Bobby McFerrin; Space Song dei Beach House; L'inverno da Le quattro stagioni di Antonio Vivaldi; Nothing Else Matters dei Metallica (nella versione interpretata dagli Apocalyptica); Tierra Rica di Carmita Jimenez; It’s A Shame di RAC feat. Pink Feathers; The Beginning di Magdalena Bay; Goo Goo Muck dei Cramps; Physical di Dua Lipa; La mamma morta, dall'Andrea Chénier (opera) di Umberto Giordano; Sciuri Sciura dei Blonde Redhead; If I Be Wrong di Wolf Larsen; Gnossienne No. 1 di Erik Satie; Perfect Day di Hoku, dalla colonna sonora del film La rivincita delle bionde (Legally Blonde, 2001).
L'album Wednesday, contenente la colonna sonora della prima stagione della serie, è stato pubblicato in download digitale in formato MP3 il 23 novembre 2022 e successivamente è stato distribuito anche in formato fisico, in LP, in quattro differenti edizioni in altrettanto diversi vinili colorati, dalle etichette Lakeshore Records / MGM Television.

## Promozione
Il teaser della prima stagione è stato diffuso online il 6 giugno 2022, mentre il trailer completo il 17 agosto successivo. Il teaser della prima parte della seconda stagione è stato pubblicato il 23 aprile 2025, mentre il trailer ufficiale è stato invece pubblicato il 9 luglio 2025. Il 14 agosto 2025 viene diffuso il trailer ufficiale della seconda parte della seconda stagione.

## Distribuzione
La prima stagione è stata pubblicata su Netflix mercoledì 23 novembre 2022. La seconda stagione della serie è divisa in due parti: la prima è stata pubblicata il 6 agosto 2025, mentre la seconda sarà disponibile dal 3 settembre dello stesso anno.

## Accoglienza

### Ascolti
Secondo i dati degli utenti di TV Time raccolti da Whip Media, Mercoledì ha avuto il secondo maggior numero di followers pre-lancio di qualsiasi serie Netflix, dietro The Witcher; debuttando al primo posto nella classifica dei prodotti più visti al lancio sulla piattaforma in 83 paesi. La serie detiene il record del maggior numero di ore viste in una settimana per una serie Netflix in lingua inglese con un totale di 341,23 milioni di ore visualizzate nella prima settimana di programmazione, che ammontano a più di 50 milioni di famiglie, superando inoltre il precedente record detenuto dalla quarta stagione di Stranger Things con circa 335 milioni di ore. Il 6 dicembre 2022, è diventata la terza serie Netflix in lingua inglese più vista nella storia della piattaforma. Jacob Stolworthy di The Independent ha definito la popolarità della serie "senza precedenti" e ha suggerito che potrebbe avviare lo sviluppo di altre serie televisive spin-off della famiglia Addams.
La serie ha goduto di un notevole impatto culturale. In particolare nei social media il ballo di Mercoledì sulle note di Goo Goo Muck dei Cramps è stato oggetto di imitazioni e rifacimenti. Lo stesso personaggio di Mercoledì Addams, nella versione della serie interpretata da Jenna Ortega, è diventato oggetto di cosplay. Alcuni utenti hanno rimontato il video del ballo utilizzando come colonna sonora una differente musica, tra cui una versione che usa il brano Bloody Mary, tratto dall'album Born This Way, di Lady Gaga, che la stessa cantante italo-americana ha subito emulato, producendosi in un video in cui ha ricreato il ballo di Mercoledì truccandosi e vestendosi tale e quale. La cosa ha dato un nuovo impulso alla canzone che è ritornata in auge.

### Critica
Sull'aggregatore di recensioni Rotten Tomatoes la prima stagione della serie ottiene il 71% delle recensioni professionali positive, con un voto medio di 6,7 su 10 basato su 90 critiche, mentre su Metacritic che utilizza una media ponderata, ha assegnato un punteggio di 66 su 100 basato su 26 critici, indicando "recensioni generalmente favorevoli".
Ed Power di The Daily Telegraph ha dato alla serie quattro stelle su cinque e l'ha definita come "un gioco rococò coinvolgente che si rivela essere un incrocio tra Euphoria e Hotel Transylvania". John Anderson di The Wall Street Journal ha elogiato la "performance carismatica" della Ortega e ha definito la serie "spesso piacevole, nonostante la sua deliberata oscurità". Tom Long di The Detroit News, nella sua recensione ha assegnato alla serie una "B", ritiene inoltre che la serie sia visivamente accattivante e ha descritto l'impassibilità della Ortega come "semplicemente elastica come doveva essere" e la sua performance complessivamente come "fuori dalla caricatura del personaggio per mantenere le cose vivaci". Anche Cristina Escobar di RogerEbert.com, ha apprezzato allo stesso modo l'umorismo impassibile della Ortega, ha inoltre elogiato il finale "soddisfacente" della serie. Mike Hale di The New York Times, pur trovando la serie e i personaggi differenti per "i veri fan di Charles Addams", ha definito la serie "tollerabile" nonostante sia "soddisfacente sul piano del romanticismo adolescenziale e del mistero convenzionale". Nick Hilton di The Independent, ha dato alla serie due stelle su cinque, criticandone il tono come "inesorabilmente spiritoso per la Generazione Z" e i personaggi "più bidimensionali rispetto alle serie di vignette originali uscite su The New Yorker in cui apparvero per la prima volta".

## Riconoscimenti
- 2023 - Golden Globe
  - Candidatura per la miglior serie commedia o musicale[69]
  - Candidatura per la miglior attrice in una serie commedia o musicale a Jenna Ortega[69]
- 2022 - Hollywood Music In Media Awards
  - Candidatura al miglior titolo principale - Programma TV / serie limitata per Danny Elfman
- 2023 - AACTA International Awards
  - Candidatura alla miglior commedia
- 2023 - Art Directors Guild
  - Candidatura al miglior serie fantasy da un'ora a telecamera singola a Mark Scruton per l'episodio Un triste isolamento
- 2023 - Costume Designers Guild Awards
  - Candidatura alla eccellenza nella televisione di fantascienza / fantasy a Colleen Atwood e Mark Sutherland per l'episodio Mercoledì è un giorno triste
- 2023 - Directors Guild of America
  - Candidatura alla miglior regia in una serie comica a Tim Burton per l'episodio Mercoledì è un giorno triste
- 2023 - Hollywood Makeup Artist and Hair Stylist Guild Awards
  - Candidatura al miglior trucco del periodo e/o del personaggio: serie televisiva, serie limitata o miniserie o film per la televisione a Tara McDonald, Nirvana Jalalvand e Gabi Cretan
- 2023 - Kids' Choice Awards
  - Candidatura alla star televisiva femminile preferita (per la famiglia) a Jenna Ortega
- 2023 - Motion Picture Sound Editors
  - Candidatura alla miglior composizione musicale - Trasmissione in formato lungo a Michael T. Ryan per l'episodio Triste da morire

## Merchandising
- Nel 2022 la Funko ha realizzato nella sua linea di action figure Pop!, una versione di Mercoledì Addams, con numero di catalogo 1309, ispirata al personaggio protagonista di questa serie televisiva.[70]
- Sempre nel 2022 la Mezco Toyz (che ha già in produzione le bambole dei personaggi della famiglia Addams ispirati ai due film in animazione del 2019 e 2021) ha annunciato l'uscita di una bambola nella sua linea Living Dead Dolls ispirata alla Mercoledì della medesima serie televisiva.[71] La bambola viene distribuita nell'autunno del 2023.
- La linea di mini figure Minix, ha realizzato quattro versioni di Mercoledì e una versione di Enid, tratti dalla serie televisiva.[72]
- La KKMM ha realizzato una versione di Mano in lattice così come appare nella serie.[73]
- Per la linea Monster High, la Mattel ha commercializzato alcune versioni di Mercoledì con i diversi abiti con cui è comparsa nella prima stagione della serie e una versione di Enid.
- LEGO ha realizzato alcuni set di Mercoledì, tra cui una versione del balcone della sua stanza alla Nevermore Academy, in compagnia di Enid, e del Cottage di Morticia.[74]